# Jasilyn Charger
Jasilyn Charger (Rapid City, 20 de maio de 1996) é integrante da tribo Sioux de Cheyenne River e é natural de Eagle Butte, Dakota do Sul, EUA. Charger é ativista pela terra e pela proteção da água, atua na organização comunitária e na defesa dos direitos dos povos indígenas e LGBTQ. Esteve entre quem organizou os protestos contra o Oleoduto Dakota Access. Também protestou contra o Oleoduto Keystone, e foi para prisão por desobediência civil não violenta em novembro de 2020.
Charger atuou na cofundação do Movimento Juvenil Uma Só Mente (em inglês: One Mind Youth Movement), do International Indigenous Youth Council, e do Seventh Defenders; e faz parte do Warrior Women Project.

## Primeiros anos
Charger nasceu e teve sua criação na Reserva Indígena do Rio Cheyenne, em Dakota do Sul, nos Estados Unidos. Aprendeu sobre ativismo com parentes que se opunham a uma mina de urânio e aprenderam tradições indígenas com sua mãe. Seu pai morreu dois meses antes de eles nascerem. Charger tem 15 meio-irmãos e uma irmã inteira, sua irmã gêmea, Jasilea Charger. Seu avô paterno, Harry Charger, era chefe da banda Itazipco.
Charger também explicou que sua mãe se importava muito pouco com Jasilyn e seus irmãos, pois ela "pagava as contas e bebia". Charger, no entanto, conseguiu apoio por meio de sua irmã gêmea, Jasilea. Mas, depois que sua mãe ligou para o Serviço de Proteção à Criança alegando que Charger era uma fugitiva, transferiu-se para um lar coletivo, enquanto sua irmã gêmea foi enviada para outro lar coletivo no lado oposto do estado.
Em 2009, o Departamento de Serviços Sociais colocou Charger, de treze anos, em instituições de saúde mental, depois de ter passado anos em lares de acolhimento familiar. Posteriormente, não voltou a ver a família até completar dezoito anos e ser liberada do sistema.
Charger voltou para casa em 2014 sem muitos laços com a família e sem um lar para ficar. Muitos suicídios, assassinatos e funerais ocorreram em sua comunidade naquele ano, e o vício e a violência eram galopantes entre os jovens. Charger estava sem-teto e sem ânimo até que recebeu assistência pelo Chefe David Bald Eagle, que acolheu em sua casa. Após o suicídio de uma pessoa próxima em 2015 e outro suicídio logo depois, Charger e seus dois colegas fundaram o Movimento Juvenil Uma Só Mente (em inglês: One Mind Youth Movement), que incentivava jovens a cuidarem uns dos outros. Charger acreditava que esses suicídios estavam acontecendo por uma razão. Foram identificadas as causas do sofrimento das famílias de Cheyenne River, marcadas pela pobreza e pelo uso de drogas. Charger entendia que um espaço seguro e o ativismo poderiam ensinar às crianças habilidades de sobrevivência para evitar o bullying, o abuso de drogas e oferecer proteção caso o lar não fosse um espaço seguro.

## Ativismo

### Justiça Racial e Climática
Em novembro de 2015, Charger e outros membros do One Minded Youth Movement compareceram ao comício Nossa Geração, Nossa Voz (em inglês: Our Generation, Our Choice) em Washington, DC, para exigir que os políticos abordassem a justiça racial, imigratória e climática. Charger fez um discurso: "Estamos cansados, já chega", disseram eles. "Os assassinatos, os suicídios – estamos perdendo nosso futuro, mas estamos aqui para fazer uma mudança." Charger e outras pessoas do Movimento Juvenil Uma Só Mente concentram-se nas ameaças impostas às comunidades nativas e, especificamente, aos jovens nativos americanos. O grupo usou o comício Nossa Geração, Nossa Voz como uma saída para defender o bem-estar dos jovens tribais e fazer com que suas vozes fossem ouvidas.

### Oleoduto Dakota Access
Em abril de 2016, o Charger, o Movimento Juvenil Uma Só Mente e alguns ativistas experientes do Keystone Pipeline estabeleceram o Sacred Stone Camp, o primeiro pequeno acampamento de oração em Cannon Ball, Dakota do Norte, na Reserva Sioux de Standing Rock. Ladonna Brave-Bull Allard, que abriu espaço para o acampamento em suas terras, fez um discurso que inspirou Charger. Este acampamento foi um primeiro passo para bloquear a construção do oleoduto. O Oleoduto Dakota Access transportaria grandes quantidades de petróleo sob o rio Missouri, representando uma ameaça à principal fonte de água potável para os Sioux de Stand Rock.
O acampamento de oração serviu como mais do que apenas um meio de protestar contra o Oleoduto. No Sacred Camp, em Standing Rock, os jovens estavam em um espaço seguro onde aprenderiam habilidades para ajudá-los a superar traumas. Charger explicou a importância de deixar a história para trás. "Não queremos que nossos filhos herdem essa depressão", disseram. O Sacred Stone Camp (agora denominado Conselho Internacional da Juventude Indígena), cofundado por Charger, foi a primeira experiência familiar para muitas das crianças. Grupos como a Rede Ambiental Indígena (abreviado do inglês: IEN) apoiaram os ativistas em Standing Rock. A IEN pagou a viagem de Charger a Washington para receber treinamento como organizador. "Quem melhor para falar pelo passado do que a voz do futuro?", disse Charger.
Em 15 de julho e agosto de 2016, 30 ativistas, incluindo Charger e sua irmã gêmea Jasilea, participaram de uma corrida de revezamento de duas mil milhas do acampamento Sacred Stone até Washington, D.C. para chamar a atenção para os protestos e entregar uma petição com mais de 140 mil assinaturas contra o oleoduto. A corrida foi organizada pela ReZpect Our Water e Octei Sakowin Youth e aliados. O estilo de corrida de revezamento para entregar uma mensagem importante é um costume nativo americano. Os corredores passam as mensagens como o bastão em uma corrida de revezamento para entregá-lo o mais rápido possível. Cerca de 40 corredores completaram toda a distância. A atriz e ativista divergente Shailene Woodley participou do revezamento. A petição, no Change.org, eventualmente adquiriu 559.237 assinaturas.
O grupo correu por 22 dias, chegando em 5 de agosto e foram autorizados a reunir-se com o Corpo de Engenheiros do Exército, o Gabinete de Assuntos Indígenas e um general de duas estrelas. O Oleoduto Dakota Access recebeu cobertura internacional.
"Corro por cada homem, mulher e criança que foi, que é, e por todos aqueles que virão a ser (...) Corro pela minha vida, porque quero viver. (...) É um sistema concebido para deixar as coisas passarem despercebidas, mas cabe a nós responsabilizar o nosso governo. A nossa terra está em perigo, assim como a nossa identidade, mas não ficaremos em silêncio (...) Estamos a superar este dilema e a unir nações que estiveram separadas durante gerações. Temos de aproveitar esta oportunidade para fazer a diferença", disse Charger. Numa entrevista ao Democracy Now!, afirmaram: "Se os jovens conseguem (...) trabalhar com outros jovens de diferentes lugares, sem os conhecerem pessoalmente, e participar nesta corrida (...) e unirem-se nesta luta, os mais velhos, os adultos, também conseguem fazê-lo."
Em setembro de 2016, o chefe Arvol Looking Horse presenteou os jovens com uma chanupa, um cachimbo cerimonial sagrado que simboliza a comunidade humana e a natureza, os ancestrais e a vida. Mais importante ainda, o conselho declarou os jovens akicita, um termo lakota que significa algo semelhante a "guerreiros do povo".
Em dezembro de 2016, a necessária servidão para o oleoduto foi negada pelo Corpo de Engenheiros do Exército. David Archambault II, presidente do governo tribal de Standing Rock, agradeceu aos corredores por seu ativismo. "Quando os jovens correram para Washington, D.C., foi quando tudo começou de verdade."

### Retorno a Eagle Buttle
Quando o acampamento de Standing Rock foi desfeito no início de 2017, Charger voltou para Eagle Butte, passando um tempo de casa em casa com seus colegas. mas sofreu um aborto espontâneo, perdendo a criança, o que levou Charger à depressão e pensamentos suicidas. A morte e o sepultamento do bebê reforçaram sua determinação de proteger a Terra. Foi então que decidiu usar seus aprendizados para atuar na prevenção ao suicídio e também para se organizar contra o Oleoduto Keystone.

### Roots Camp e mais protestos contra o oleoduto Keystone
Charger e outros membros da tribo formaram o Roots Camp, um pequeno acampamento de protesto na Reserva Indígena do Rio Cheyenne. Os membros do acampamento quiseram permanecer no local até que toda a infraestrutura relacionada ao Oleoduto Keystone seja removida de uma área de terra próxima à reserva, que pertence por tratado ao povo Lakota. mas foi tomada pelos colonos e pelo governo federal.
Em novembro de 2020, foi alvo acusação por invadir propriedade, uma contravenção de classe 1, e enfrentava até um ano de prisão por um ato de desobediência civil não violenta. Com base no Lakota People's Law Project, Charger não contestou e concordou com seis meses de liberdade condicional e 518 dólares em multas, em troca de não cumprir pena de prisão.
Em dezembro de 2020, Charger esteve entre um do palestrantes em destaque no webinar Womxn Fighting Pipelines, apresentado pela Rede Ambiental Indígena.
O oleoduto Keystone foi oficialmente encerrado em 9 de junho de 2021.

## Prêmios e honrarias
- abril de 2017: Teen Vogue, Water Warriors[23]
- julho de 2017: Prêmio de Desobediência do MIT Media Lab - (menção honrosa)[24]
- 2018: How Stuff Works (History): Cinco vezes que os jovens mudaram o mundo[25]
- fevereiro de 2019: The Guardian: Frederick Douglass 200[26]
- março de 2020: Rolling Stone: Crianças da Crise Climática[27]
- novembro de 2020: Resenha do livro da revista Ms: Como voltamos para casa - uma coleção de doze histórias orais de povos indígenas do Canadá e dos Estados Unidos.[28]

## Vida pessoal
Charger definiu-se publicamente como pessoa não binára e usa pronome neutro do inglês they/them. Identifica-se particularmente como dois-espíritos. Também revelou sua orientação sexual como pessoa bissexual.